# Opotura
Opotura là một chi bướm đêm thuộc họ Erebidae.